# Formel BMW

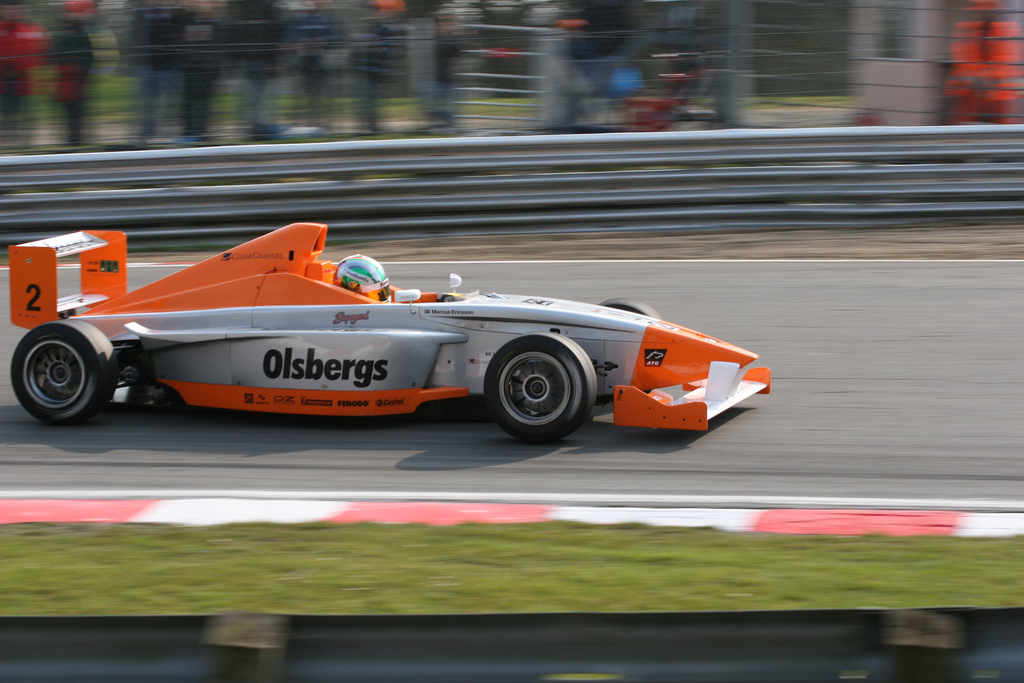
Marcus Ericsson i Formula BMW UK 2007.

Formel BMW är en formelklass för juniorer som vill ha ett steg mellan karting och formel 3. Förarna måste vara minst femton år och flera mästerskap körs årligen.

## Serier
- Formula BMW Americas
- Formula BMW Europe
- Formula BMW Germany
- Formula BMW Pacific